# Initial D: Arcade Stage 7 AA X
Initial D: Arcade Stage 7 AA X (頭文字Ｄ アーケードステージ 7 ダブルエース クロス) es un videojuego de carreras arcade basado en la serie Initial D desarrollado por Sega R&D1 y publicado por Sega. Es la secuela de Initial D: Arcade Stage 6 AA. Inició operaciones el 28 de noviembre de 2012. Es la sexta entrega de la serie Initial D: Arcade Stage. El servicio en línea del juego finalizó el 1 de abril de 2015.

## Jugabilidad

### Modos de juego

#### 1 Jugador
Legend of the Streets
Se corre con personajes rivales.
Time Attack
Reto por el mejor tiempo.
Modo Online Versus
En tiempo real versus conductores en diferentes ubicaciones.
Modo Racer Event
Evento de tiempo limitado donde todos los jugadores corren bajo las mismas condiciones y aspiran a convertirse en los mejores.

#### 2 Jugadores (Equipo)
Operation Kanto
Un modo historia en el que se puede enfrentar a personajes rivales en una batalla.
Online Tag Versus
Se forma equipo y se enfrenta a otros equipos de jugadores, uno corriendo cuesta arriba y el otro cuesta abajo.
In-Store Tag Versus
Se forma un equipo y enfrenta a equipos de corredores de la misma tienda, uno corriendo cuesta arriba y el otro cuesta abajo.

#### Batalla de 2 Jugadores
Modo Versus (para 2 jugadores)
Una carrera entre dos jugadores.

## Coches

#### Honda
- Civic SiR-II (EG6)
- Civic Type R (EK9)
- Integra Type R (DC2)
- NSX (NA1)
- S2000 (AP1)

#### Mazda
- Eunos Roadster (NA6CE)
- Roadster RS (NB8C)
- Savanna RX-7 ∞ III (FC3S)
- ɛ̃fini RX-7 Type R (FD3S)
- RX-7 Type RS (FD3S)
- RX-8 Type S (SE3P)

#### Mitsubishi
- Lancer Evolution III GSR (CE9A)
- Lancer Evolution IV RS (CN9A)
- Lancer Evolution VII GSR (CT9A)
- Lancer Evolution IX GSR (CT9A)
- Lancer Evolution X GSR (CZ4A)

#### Nissan
- 180SX Type II (RPS13)
- Fairlady Z (Z33)
- GT-R (R35)
- Sileighty (RPS13)
- Silvia K's (S13)
- Silvia Q's (S14)
- Silvia Spec-R (S15)
- Skyline GT-R V-Spec II (BNR32)
- Skyline GT-R V-Spec II Nür (BNR34)

#### Subaru
- Impreza WRX STi Coupe Type R Version V (GC8D)
- Impreza WRX STi (GDBA)
- Impreza WRX STi (GDBF)

#### Suzuki
- Cappuccino (EA11R)

#### Toyota
- Altezza RS200 Z Edition (SXE10)
- Corolla Levin SR (AE85)
- Corolla Levin GT-APEX (AE86)
- Toyota 86 GT (ZN6)
- MR2 G-Limited (SW20)
- MR-S S-Edition (ZZW30)
- Prius S Touring Selection (ZVW30)
- Supra RZ (JZA80)
- Sprinter Trueno GT-Apex (AE86)

#### Coche completo
- Honda NSX-R GT (NA2)
- Honda Twincam Monster Civic Type R (EK9)
- Mazdaspeed Roadster C-Spec (NA8C) (Ver.1.0 + B)
- Power House Amuse S2000 GT1 (AP1) (Ver.1.0 + B)
- RE Amemiya Genki-7 (FD3S)
- Top Secret Super G-Force Supra (JZA80)

## Cursos
- Lago Akina (Fácil)
- Usui (Fácil)
- Miogi (Normal)
- Akagi (Difícil)
- Akina (Difícil)
- Irohazaka (Difícil)
- Happogahara (Experto)
- Tsukuba (Experto)
- Nagao (Experto)
- Línea Tsubaki (Experto)
- Sadamina (Difícil)
- Tsuchisaka (Difícil)
- Nanamagari (Experto)
- Akina (Nieve) (Experto)
- Tsuchisaka (Nieve) (Experto) (Ver.1.0 + A solamente) (el clima es de día)
- Tsukuba (Nieve) (Experto) (Ver.1.0 + C solamente) (el clima es de noche)

## Reparto
- Shin-ichiro Miki como Takumi Fujiwara
- Tomokazu Seki como Keisuke Takahashi
- Takehito Koyasu como Ryosuke Takahashi
- Mitsuo Iwata como Itsuke Takeuchi
- Kazuki Yao como Koichiro Iketani
- Wataru Takagi como Kenji
- Nobuyuki Hiyama como Takeshi Nakazato
- Keiji Fujiwara como Shingo Shoji
- Michiko Neya como Mako Sato
- Yumi Kakazu como Sayuki
- Kosuke Okano como Kenta Nakamura
- Masahiko Tanaka como Kyoichi Sudo
- Kazuhisa Kawahara como Seiji Iwaki
- Yasunori Matsumoto como Wataru Akiyama
- Nobutoshi Canna como Kai Kogashiwa
- Daiki Nakamura como Toru Suegetsu
- Toshiyuki Morikawa como Daiki Ninomiya
- Akimitsu Takase como Smiley Sakai
- Kazuhiro Nakata como Tomoyuki Tachi
- Koji Ishii como Otaku 1
- Makoto Higo como Otaku 2
- Megumi Toyoguchi como Kyoko Iwase
- Jin Horikawa como Nobuhiko Akiyama
- Hiroyuki Yoshino como Sakamoto
- Masahi Ebara como Toshiya Joshima
- Ryuzaburo Otomo como Kozo Hoshino
- Anri Katsu como Nise Takumi
- Hirokazu Miura como Nise Keisuke
- Kenji Hamada como Kobayakawa
- Hiroki Tochi como Satoshi Omiya
- Katsuyuki Konishi como Hideo Minagawa
- Kazuya Nakai como Ryuji Ikeda
- Shuhei Sakaguchi como Hiroya Okuyama
- Yuichi Nakamura como Rin Hojo
- Hidenobu Kiuchi como Go Hojo
- Yasuyuki Kase como Eiji Kubo
- Unsho Ishizuka como Bunta Fujiwara

## Banda sonora
| Uso                          | Canción                           | Artista             |
| ---------------------------- | --------------------------------- | ------------------- |
| Opening                      | Cross The X                       | m.o.v.e             |
| Akina Lake                   | Disconnected                      | Hotblade            |
| Usui                         | Remember Me                       | Leslie Parrish      |
| Myogi                        | Night of Fire                     | Niko                |
| Akagi                        | I Need A Revolution               | Marko               |
| Akina                        | Power Two                         | Hotblade            |
| Irohazaka                    | Crazy For Love                    | Dusty               |
| Happogahara                  | Burning Up The Night (Total Fire) | 2 Fast              |
| Tsukuba                      | Freedom Ride                      | The Snake           |
| Nagao                        | Ministry Of Power                 | Fastway             |
| Tsubaki Line                 | Speed Of Light                    | The Snake           |
| Sadamine                     | Up & Dance, Up & Go               | Lou Master          |
| Tsuchisaka                   | Pamela                            | Matt Land           |
| Nanamagari                   | Limousine                         | Manuel              |
| Project D, Shinigami, Shinji | The Top                           | Ken Blast           |
| Other                        | Burn Inside                       | Takenobu & Kunoichi |
| Ending                       | Gamble Rumble (Stage 7 Version)   | m.o.v.e             |

## Actualizaciones

#### Versión 1.0 + A
Publicada el 1 de mayo de 2013.
- Se ha añadido un nuevo curso, Tsuchisaka (Nieve).

#### Versión 1.0 + B
Publicada el 1 de agosto de 2013.
- Se agregaron 2 vehículos nuevos. Estos son:
  - Mazdaspeed Roadster C-Spec (NA8C)
  - Power House Amuse S2000 GT1 (AP1)
- Se han agregado nuevas partes de personajes.
- Se ha añadido una nueva clase de corredor, la Clase X.

#### Versión 1.0 + C
Publicada el 1 de noviembre de 2013.
- Se ha añadido un nuevo curso, Tsukuba (Nieve).